# 夏亚一
夏亚一（1921年—），女，浙江象山人，中国舞台美术设计家。

## 生平
曾任中国歌舞团一级舞台美术设计师，中国舞台美术学会顾问。